# Eddy Manufacturing Company
Eddy Manufacturing Company war ein US-amerikanischer Hersteller von Automobilen.

## Unternehmensgeschichte
Das Unternehmen wurde 1898 in Windsor in Connecticut gegründet. Ursprünglich stellte es Elektromotoren her, die an andere Automobilhersteller verkauft wurden. Zwischen 1900 und 1901 entstanden einige Automobile. Der Markenname lautete Eddy, evtl. mit dem Zusatz Electric.
1902 erfolgte die Übernahme durch General Electric.

## Fahrzeuge
Im Angebot standen ausschließlich Elektroautos. Ein selbst hergestellter Elektromotor trieb sie an.